# Илик
Илик е малък отвор (прорез) в дреха, най-често предназначен за вкарване в него на копче, но понякога може да бъде и с декоративна цел. Счита се, че се появява в Германия през XIII век. Илиците се обримчват със специален шев, за да не се разтягат или разкъсват. Обримчването става или на ръка, или с помощта на шевна машина. Понякога в илиците, при специални случаи, се закрепват цветя.
На мъжките дрехи (по-специално ризите) илиците са разположени от лявата страна, а на женските дрехи – от дясната страна. Илиците най-често се разполагат хоризонтално, но в отделни случаи може да са и вертикални. Дължината им е между 1 и 2 сантиметра, като се разполагат на разстояние около 10 сантиметра един от друг.